# Foreign Born
Foreign Born est un groupe de rock indépendant et pop psychédélique américain, originaire de San Francisco, en Californie. Il compte deux albums.

## Biographie
Le groupe est formé à San Francisco pendant l'été 2003 autour de Lewis Pesacov à la guitare, de Matt W. Popieluch au chant et la guitare, de Garrett Ray à la batterie et d'Ariel Rechtshaid à la basse. Le groupe s'installe à Los Angeles en 2005. Après avoir eux-mêmes réalisé leurs 12 premiers singles, Ils publient un premier EP intitulé In The Remote Woods en 2005. S'ensuit la publication de l'album On The Wing Now chez Dim Mak Records le 21 août 2007,. Leur dernier album, Person To Person, est sorti le 23 juin 2009 sur le label Secretly Canadian,,.
Le groupe se produit dans un night club dans l'épisode pilote de la série Chuck en 2007,.
Le groupe est en pause indéfinie depuis le 9 août 2011, afin de laisser différents de ses membres se consacrer à d'autres projets musicaux, Lewis Pesacov et Garrett Ray  jouent dans Fool's Gold ainsi que Matt Popieluch qui quant à lui a fondé Big Search dans lequel joue aussi Pesacov qui consacre beaucoup de temps à son label, à la production et au travail avec d'autres artistes (Best Coast, Electric Guest,..).